# Булунский эвенкийский национальный наслег
Булунский эвенкийский национальный наслег — сельское поселение Булунского улуса Якутии. Центр — село Кюсюр.

## География
Булунский эвенкийский национальный наслег граничит с другими районам и сельскими поселениями района:
- Быковский эвенкийский национальный наслег,
- Усть-Ленский заповедник,
- Посёлок Тикси,
- Хара-Улахский национальный наслег,
- Борогонский наслег,
- Эвено-Бытантайский национальный улус,
- Сиктяхский наслег,
- Тюметинский эвенкийский национальный наслег[2].

Географически находится в арктической тундровой зоне. Центр наслега, село Кюсюр, расположено на правом берегу реки Лены, в 120 км к юго-западу от посёлка Тикси (административного центра Булунского улуса).

## История
Образован "Положением о территориально-наслежной администрации муниципального образования «Булунский улус (район)» на основании решения Президиума Булунского районного собрания № 03/02 от 14 апреля 2003 года.
Муниципальное образование установлено законом Республики Саха от 30 ноября 2004 года.
16 мая 2006 года граждане наслега единогласно выразили на общем сходе (собрании) волеизъявление наделить Булунский наслег статусом «эвенкийский национальный». Уже 18 мая 2006 года это волеизъявление было одобрено решением Булунского сельского Совета депутатов, а 26 мая 2006 года — решением Булунского районного Совета депутатов. 27 ноября 2006 года решением Госсобрания (Ил Тумэн) Республики Саха (Якутия) Булунский наслег официально был наделён статусом «эвенкийский национальный».
Устав сельского поселения был принят 13 марта 2008 года.

## Население
В состав наслега входят два населённых пункта: сёло Кюсюр и бывший сельский населённый пункт Чекуровка.
Согласно оценке на 1 января 2010 года, в наслеге проживало 1345 человек.

## Органы местного самоуправления
Структуру органов местного самоуправления Булунского эвенкийского национального наслега составляют:
- наслежный Совет — представительный орган сельского поселения;
- глава наслега — высшее должностное лицо сельского поселения;
- наслежная администрация — исполнительно-распорядительный орган сельского поселения.

Наслежный Совет состоит из депутатов, избираемых на муниципальных выборах на основе всеобщего равного и прямого избирательного права при тайном голосовании на основе мажоритарной избирательной системы относительного большинства сроком на 5 лет. Наслежный Совет сельского поселения состоит из 15 депутатов.

## Экономика и культура
Основу экономики составляют оленеводство, рыболовство и охотничий промысел.
В наслеге действуют дом культуры, народный театр, средняя школа, музыкальная школа, интернат, здравоохранение, комбинат коммунальных предприятий и благоустройства. Имеется речная пристань.